# Surtshellir
Surtshellir är en omkring 1,5 kilometer lång lavagrotta i Hallmundarhraun i Västlandet på Island. Grottan ligger 40 meter under markytan.
Den grotta som kallas "hellisins Surts" i Landnámabók är med stor sannolikhet Surtshellir. Båda namnen betyder "Surts grotta". Arkeologiska studier har funnit tecken på förkristen kultaktivitet i grottan. Grundlig dokumentation av grottan gjordes 1750 av Eggert Ólafsson.